# Turnul de apă din Iosefin
Turnul de apă din Iosefin este un monument industrial din Timișoara, pe strada Gheorghe Barițiu nr. 3. El făcea parte din sistemul de alimentare cu apă al Timișoarei de la începutul secolului al XX-lea.

## Istoric
Turnul de apă din Iosefin a fost ridicat între anii 1913–1914, ca frate geamăn al celui din cartierul Fabric. Turnurile, cu înălțimea de 52 m, au fost ridicate la capetele rețelei de distribuție a apei și au servit pentru compensarea consumului maxim din cursul zilei. Turnurile au fost realizate după un proiect al inginerilor János Lenarduzzi (1865–1916) și Richárd Sabathiel (n. 28 ianuarie 1875, Budapesta – d. 14 iunie 1942, Budapesta).
Ca și turnul de apă din Fabric, este echipat la nivelul superior cu un rezervor de apă potabilă de 500 mc, dar are în plus și un rezervor de apă industrială (din Bega) de 250 mc, situat la un nivel inferior.
Edificiul se află pe lista monumentelor istorice ale Timișoarei, sub cod LMI TM-II-m-A-06122.

## Perspective
Spre deosebire de turnul de apă din Fabric, cel din Iosefin a aparținut până în anul 2012 de Aquatim (societatea care administrează alimentarea cu apă și canalizarea Timișoarei), care în 2011 a intenționat să-i găsească o utilizare, organizând în acest scop o masă rotundă, având ca invitați Primăria Municipiului Timișoara, Direcția pentru Cultură, Culte și Patrimoniul Cultural Național al Județului Timiș, Consiliul Județean Timiș, Inspectoratul Județean în Construcții Timiș și Facultatea de Hidrotehnică a Universității Politehnica Timișoara, ocazie cu care a fost prezentată o expoziție de planșe ale studenților din anul V de la Facultatea de Arhitectură a Universității Politehnica Timișoara. Propunerile vizau amenajarea turnului ca muzeu de știință, loc de distracție pentru copii, spațiu de lectură sau ceainărie. Soluțiile propuse n-au corespuns profilului Aquatim, astfel că din 23 noiembrie 2012 turnul a fost trecut în proprietatea primăriei orașului. Primăria a propus valorificarea turnului ca restaurant, cafenea, („Franceso Illy”), cofetărie, sau muzeu.
Ideea vânzării turnului a fost mult vehiculată în 2012, înainte de preluarea turnului de către primărie. însă au apărut și păreri împotriva acestei vânzări. Se consideră că spațiul este prea mic pentru un restaurant sau cafenea; iar pe un eventual investitor nu l-ar interesa decât terenul de c. 2700 mp pe care este construit, iar în urma vânzării turnul nu ar mai putea fi protejat. Însă ideea vânzării nu a fost abadonată, fiind considerată o soluție mai bună decât concesionarea sau închirierea, care n-ar aduce prea mulți bani primăriei.
Locul de amplasare al turnului, lângă Bega, a fost foarte potrivit pentru destinația sa inițială, dar, spre deosebire de turnurile de apă din Arad, Drobeta-Turnu Severin, sau Seghedin (hu) zona în care este situat este departe de centrul orașului, iar în zonă nu există alte obiective turistice. El ar putea fi punctul final al unui circuit turistic prin cartierul Iosefin, însă actual un astfel de circuit nu există, fapt care face ca turnul în sine să nu prezinte interes nici pentru investitorii privați. Actual turnul este folosit doar ca suport pentru antene GSM. Totuși, dorința de a fi reabilitat și inclus în diverse activități există.
În 2018 primăria Timișoarei a anunțat că intenționa să amenajeze în turn o mică cafenea culturală, un muzeu al cafelei, dedicat timișoreanului Francesco Illy, care a inventat un aparat de produs cafea espresso. În acest scop primăria ar fi investit 200 000 de lei din bugetul local.